# Christian Bermúdez
Christian de Jesús Bermúdez Gutiérrez (Ciudad Nezahualcóyotl, Estado de México, 26 de abril de 1987), más conocido como el "Hobbit" Bermúdez, es un futbolista mexicano que se desempeña como mediocampista ofensivo, su equipo actual es el Atlante de la Liga de Expansión MX.

## Trayectoria

### Atlante
El "Hobbit" debutó en el torneo Apertura 2006 del fútbol mexicano, en un partido Atlante vs San Luis, y poco a poco, se veía que este jugador tenía condiciones para ser un muy buen futbolista. 
Fue parte importante para el Atlante, en la conquista del Torneo Apertura 2007 (México), así como en la Liga Campeones de Concacaf 2008-2009. Fue buscado por algunos equipos europeos, como el Deportivo La Coruña, y algunos equipos alemanes, sin embargo no se había logrado su transferencia hasta noviembre del 2011.

### América
El Club América anuncia oficialmente su contratación vía Twitter. No tuvo buenas actuaciones con el cuadro azulcrema y a partir de su estancia en este equipo su nivel fue decayendo. Pasó sin pena ni gloria por equipos de menor jerarquía como Querétaro, Puebla y Jaguares de Chiapas hasta que con éstos descendió a la Liga de Ascenso en 2017.
El 13 de septiembre de 2024, Bermúdez sufrió una fractura de tibia y peroné provocada por una fuerte entrada del jugador de Dorados de Sinaloa, Luis Ruiz, esto mientras jugaba con Atlante.

## Selección de México
El 29 de abril de 2011 fue convocado por José Manuel de la Torre en una lista preliminar de 30 jugadores para la Copa de Oro.
El 17 de mayo de 2011 se confirma su participación en la Copa de Oro debido a la baja de Luis Pérez.
En julio de 2011 es exonerado de los cargos al dar positivo en una prueba antidopaje.

## Estadísticas

### Estadísticas en clubes
Actualizado al último partido jugado el 9 de marzo de 2018.
| Club                   | Div.          | Temporada     | Goles   | Goles   | Goles          | Goles             | Total |
| Club                   | Div.          | Temporada     | Liga MX | Copa MX | Concachampions | Mundial de Clubes | Total |
| ---------------------- | ------------- | ------------- | ------- | ------- | -------------- | ----------------- | ----- |
| Atlante F. C. México   |               |               |         |         |                |                   | Total |
| 1.ª                    | 2006-07       | 2             | 0       | 0       | 0              | 2                 |       |
| 1.ª                    | 2007-08       | 2             | 1       | 0       | 0              | 3                 |       |
| 1.ª                    | 2008-09       | 6             | 0       | 0       | 0              | 6                 |       |
| 1.ª                    | 2009-10       | 5             | 0       | 0       | 1              | 6                 |       |
| 1.ª                    | 2010-11       | 10            | 0       | 0       | 0              | 10                |       |
| 1.ª                    | 2011          | 4             | 0       | 0       | 0              | 4                 |       |
| 1.ª                    | Total club    | 29            | 1       | 0       | 1              | 31                |       |
| C. América México      |               |               |         |         |                |                   |       |
| 1.ª                    | 2012          | 4             | 0       | 0       | 0              | 4                 |       |
| 1.ª                    | 2012-13       | 2             | 0       | 0       | 0              | 2                 |       |
| 1.ª                    | 2013          | 0             | 0       | 1       | 0              | 1                 |       |
| 1.ª                    | Total club    | 6             | 0       | 1       | 0              | 7                 |       |
| Querétaro F. C. México |               |               |         |         |                |                   |       |
| 1.ª                    | 2014          | 1             | 0       | 0       | 0              | 1                 |       |
| 1.ª                    | Total club    | 1             | 0       | 0       | 0              | 1                 |       |
| Chiapas F. C. México   |               |               |         |         |                |                   |       |
| 1.ª                    | 2014-15       | 19            | 7       | 0       | 0              | 26                |       |
| 1.ª                    | Total club    | 19            | 7       | 0       | 0              | 26                |       |
| C. Puebla México       |               |               |         |         |                |                   |       |
| 1.ª                    | 2015-16       | 32            | 1       | 0       | 0              | 33                |       |
| 1.ª                    | 2016          | 14            | 2       | 0       | 0              | 16                |       |
| 1.ª                    | Total club    | 46            | 3       | 0       | 0              | 49                |       |
| Chiapas F. C. México   |               |               |         |         |                |                   |       |
| 1.ª                    | 2017          | 11            | 5       | 0       | 0              | 16                |       |
| 1.ª                    | Total club    | 11            | 5       | 0       | 0              | 16                |       |
| Cafetaleros México     |               |               |         |         |                |                   |       |
| 2.ª                    | 2017-18       | 18            | 1       | 0       | 0              | 19                |       |
| 2.ª                    | Total club    | 18            | 1       | 0       | 0              | 19                |       |
| Total carrera          | Total carrera | Total carrera | 130     | 17      | 1              | 1                 | 149   |

## Palmarés

### Campeonatos nacionales
| Título                            | Equipo                 | País   | Año     |
| --------------------------------- | ---------------------- | ------ | ------- |
| Primera División de México        | Atlante Fútbol Club    | México | 2007    |
| Primera División de México        | Club América           | México | 2013    |
| Ascenso MX                        | Cafetaleros de Chiapas | México | 2018    |
| Final de Ascenso                  | Cafetaleros de Chiapas | México | 2018    |
| Liga de Expansión MX              | Atlante Fútbol Club    | México | AP-2021 |
| Campeón de Campeones Expansión MX | Atlante Fútbol Club    | México | 2022    |
| Liga de Expansión MX              | Atlante Fútbol Club    | México | AP-2022 |
| Liga de Expansión MX              | Atlante Fútbol Club    | México | CL-2024 |

### Campeonatos internacionales
| Título                  | Club                | País   | Año     |
| ----------------------- | ------------------- | ------ | ------- |
| Liga Campeones CONCACAF | Atlante Fútbol Club | México | 2008/09 |